# Vitis jinggangensis
Vitis jinggangensis är en vinväxtart som beskrevs av Wen Tsai Wang. Vitis jinggangensis ingår i släktet vinsläktet, och familjen vinväxter. Inga underarter finns listade i Catalogue of Life.